# عبد الله بن عامر الحضرمي
عبد الله بن عامر الحضرمي حاكم مدينة الكوفة خلال القرن السابع. وكان له دور بارز في معركة الجمل.